# Coro
Coro, offiziell Santa Ana de Coro, ist die Hauptstadt des venezolanischen Bundesstaates Falcón mit etwa 258.000 Einwohnern. Sie liegt am Karibischen Meer.

## Geografie
Die Stadt befindet sich an der Nordküste Venezuelas. Im Norden gelangt man über den Isthmus von Médanos zur Halbinsel Paraguaná. Im Nordwesten erstreckt sich der Golf von Coro als Randmeer des Golfs von Venezuela. Vor der Küste liegen die Niederländischen Antillen: im Norden Aruba und im Nordosten Curaçao. Im Süden beginnt nach wenigen Kilometern das Hügelgebiet der Sierra de Coro. Die nächstgelegenen großen Städte sind im Süden Barquisimeto und im Südosten Valencia.

## Geschichte
Die Stadt wurde am 26. Juli 1527 vom Spanier Juan de Ampiés als Santa Ana de Coro gegründet. Der Begriff „Coro“ stammt aus der Sprache der Arawak und bedeutet „Wind“. Coro war bis 1547 – unter dem Namen Neu-Augsburg – Hauptstadt der Welser-Kolonie Klein-Venedig und später das erste Bistum Venezuelas.
1795 führte der freie Schwarze José Leonardo Chirino einen Aufstand an. Im August 1806 landete Francisco de Miranda – noch vor den Unabhängigkeitskriegen in Venezuela – mit 500 Mann an der Küste und übernahm in Coro die Kontrolle. Es gelang ihm aber nicht, die Bevölkerung zur Unterstützung seiner Bestrebungen zu bewegen. Nach nur fünf Tagen wurde er von den Einheimischen vertrieben.

## Gegenwart

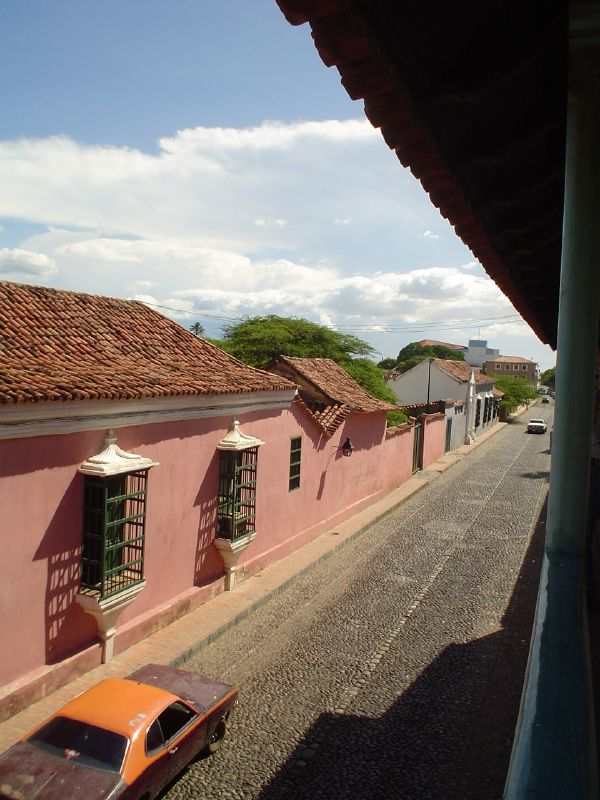
Typische Häuser in der Altstadt

Coro ist ein wichtiges Handelszentrum für die Region. Wirtschaftliche Bedeutung hat die Erdölindustrie.
Aufgrund ihrer zahlreichen Kirchen und Villen aus der Kolonialzeit, darunter das Arcaya-Haus und die Kathedrale, wurde die Altstadt Coros und der Hafen La Vela 1993 von der UNESCO zum Weltkulturerbe erklärt. Durch schwere Stürme in den Jahren 2004/05 wurden in der Stadt zahlreiche Schäden angerichtet, auch an den historischen Bauwerken. Deshalb wurde Coro 2005 auf der Roten Liste des gefährdeten Welterbes eingetragen. Das Welterbekomitee hatte die Eintragung jedoch schon vorher erwogen, um der Vernachlässigung der Bauten und einer unregulierten Stadtentwicklung entgegenzuwirken. Besonders kritisiert wurde der Plan für eine neue Uferpromenade.
Weitere Sehenswürdigkeiten sind die Médanos. Bei diesen handelt es sich um Wanderdünen, die sich entlang des Isthmus erstrecken, der Coro mit der Halbinsel Paraguaná verbindet. Zu ihrem Schutz wurde 1974 der Médanos-Nationalpark eingerichtet.
Im Westen Coros wurden seit den 1970er Jahren bei der Stadt Urumaco bedeutende Fossilien gefunden; seit 2000 gibt es das Museo Paleontológico de Urumaco.

### Städtepartnerschaften
Partnerstadt von Coro ist Torreón,  Coahuila, Mexiko.

## Klimatabelle
|                       | Jan  | Feb  | Mär  | Apr  | Mai  | Jun  | Jul  | Aug  | Sep  | Okt  | Nov  | Dez  |   |      |
| Mittl. Tagesmax. (°C) | 31,5 | 31,7 | 32,7 | 33,7 | 34,4 | 34,6 | 34,3 | 34,9 | 35,3 | 34,1 | 32,9 | 31,6 | ⌀ | 33,5 |
| Mittl. Tagesmin. (°C) | 22,5 | 22,8 | 23,5 | 24,5 | 25,1 | 25,2 | 24,8 | 25,1 | 25,4 | 25,1 | 24,2 | 23,2 | ⌀ | 24,3 |
|                       |      |      |      |      |      |      |      |      |      |      |      |      |   |      |
| Niederschlag (mm)     | 28   | 15   | 11   | 18   | 51   | 22   | 29   | 33   | 45   | 71   | 107  | 48   | Σ | 478  |
|                       |      |      |      |      |      |      |      |      |      |      |      |      |   |      |
| Sonnenstunden (h/d)   | 9,4  | 9,6  | 9,3  | 7,8  | 8,0  | 8,5  | 9,2  | 9,3  | 8,7  | 8,1  | 8,4  | 8,6  | ⌀ | 8,7  |
|                       |      |      |      |      |      |      |      |      |      |      |      |      |   |      |
| Regentage (d)         | 2    | 2    | 1    | 2    | 3    | 3    | 4    | 4    | 4    | 5    | 6    | 5    | Σ | 41   |
|                       |      |      |      |      |      |      |      |      |      |      |      |      |   |      |
| Luftfeuchtigkeit (%)  | 75   | 74   | 73   | 75   | 76   | 75   | 74   | 75   | 76   | 78   | 78   | 77   | ⌀ | 75,5 |

| 22,5 |

| 22,8 |

| 23,5 |

| 24,5 |

| 25,1 |

| 25,2 |

| 24,8 |

| 25,1 |

| 25,4 |

| 25,1 |

| 24,2 |

| 23,2 |

| 22,5 |

| 22,8 |

| 23,5 |

| 24,5 |

| 25,1 |

| 25,2 |

| 24,8 |

| 25,1 |

| 25,4 |

| 25,1 |

| 24,2 |

| 23,2 |